# Керем Бюрсин
Керем Бюрсин (на турски: Kerem Bürsin) е турски актьор, израснал в САЩ. Връщайки се в родината си, за кратко време става известен, превръща се в голяма звезда и е удостоен с престижни награди. Керем подкрепя много активно дейността на УНИЦЕФ, както и редица други общественополезни организации свързани с правата на жените, околната среда и спорта. Той е един от тримата турски артисти, чиято восъчна фигура се намира в музея на Мадам Тюсо в Истанбул.

## Биография

### Ранни години
Керем Бюрсин е роден на 4 юни 1987 година в Истанбул. Когато е на 10 месеца, семейството му заминава за Шотландия (Единбург). Тъй като баща му е инженер в международна петролна компания, до тринадесет годишна възраст Керем живее в различни страни – Индонезия, ОАЕ, Турция, Малайзия. През 1999 г. семейството се мести в САЩ и се установява в Тексас. Керем завършва образованието си по „Маркетинг и реклама“ в Емерсон Колидж в Бостън. Там се увлича от театъра и участва с успех в постановките „Harold's Fall“, „Mariner“, „The Music Man“, „Fiddler on The Roof“, „All out“. Бюрсин владее отлично английски език и френски език на средно ниво. Интересува се от музика и свири на бас китара в група. Любител е на конната езда, силови спортове, футбол, тенис, баскетбол и най-много лакрос.

### Кариера
Бюрсин учи в САЩ актьорско майсторство при Каролин Пикман и Ерик Морис. Открит е за киното от спечелилия Оскар продуцент Роджър Корман. 
През 2006 г. и започва актьорската си кариера в Лос Анджелис, като първата му роля е в късометражния филми „Razor man“. През същата година следва участие в пълнометражния „Thursday“.

В периода 2007 – 2008 г. се снима в още два късометражни проекта – „The Architect“ и „Killian“. 
През 2010 г. участва в екшън комедията „Sharktopus“. В същата година е продуцент на късометражния филм „Kiss of Death“.
През 2013 г. на екран излиза филма „Palace of the Damned“ с негово участие. Когато идва в Турция през същата година за празник на свой близък, се записва в агенцията на Гайе Сьокмен. Не след дълго е избран за първата си роля в сериала „Gunesi Beklerken“ (В очакване на слънцето).
През 2014 г. се снима във филма „Unutursam Fısılda“ (Ако забравя прошепни ми) , участва в епизод на „Ulan Istanbul“ (Ах, Истанбул) и „Beyaz Show“.
През телевизионния сезон 2014 – 2015 г. е в главна роля в сериала „Seref Meselesi“ (Въпрос на чест).
През 2017 г. Керем е в нова главна роля в сериала „Bu Sehir Arkandan Gelecek“ (Този град ще дойде след теб),
познат на българските зрители със заглавието „Сърцето на града“. За ролята на Али Смит, Керем е удостоен с приза за най-добър актьор на Международния фестивал в Сеул. 
През 2018 г. Бюрсин е в главна роля на пилот във военния екшън „Can feda“ (Живота си давам) и в главна роля в сериала „Yasamayanlar“ (Неживите).
През есента на същата година е премиерата на комедийната драма „İyi Oyun“ (Добра игра) с негово участие и началото на новия сериал „Muhteşem İkili“ (Великолепен тандем), в който Бюрсин е отново в главна роля. 
Керем Бюрсин е съпродуцент и на комедийната драма „Kelebekler“ (Пеперуди). През 2019 г. филмът е удостоен с Награда на Гилдията „Критика“ при СБФД, за най-добър балкански филм, на 23 Международен София Филм Фест.
През пролетта на 2020 г. идва предложение за нова главна роля в сериала Почукай на вратата ми, където да си партнира с полулярната в международен аспект негова колежка Ханде Ерчел. Поради пандемията снимките се отлагат за известно време, но през това време те се готвят усилено за ролите си. Първият епизод се излъчва на 8 юли 2020 г. по канал Фокс ТВ. Проектът жъне огромен успех не само в Турция и бива закупен от редица страни.

### Личен живот
Керем Бюрсин не е женен и няма деца. 

## Филмография

### Филми
| Година | Заглавие                             | Роля                      |
| ------ | ------------------------------------ | ------------------------- |
| 2006   | Razor Man късометражен филм          | Macalester                |
| 2006   | Thursday                             | Grauss                    |
| 2007   | Strawberry Melancholy независим филм | Травис                    |
| 2007   | The Architect късометражен филм      | Крейг                     |
| 2008   | Killian късометражен филм            | Lennox                    |
| 2010   | Wendigo независим филм               | Aнди                      |
| 2010   | Sharktopus                           | Aнди Флин                 |
| 2013   | Palace of the Damned                 | Aдам                      |
| 2014   | Unutursam Fısılda Шепни, ако забравя | Eрхан                     |
| 2018   | Can feda Животът си давам            | Онур Кескин пилот капитан |
| 2018   | İyi Oyun Добра игра                  | Рюзгар                    |
| 2022   | Eflatun                              | Oфлаз                     |
| 2022   | A todo tren 2                        | Керем гост актьор         |
| 2024   | Mavi Mağara Синята пещера            | Джем                      |
| 2024   | Simarik Разглезен                    | Мете                      |

### Сериали
| Година      | Заглавие                                                       | Роля                                |
| ----------- | -------------------------------------------------------------- | ----------------------------------- |
| 2013 – 2014 | Güneşi Beklerken В очакване на слънцето                        | Kерем Сайер/Гюнеш Сайер главна роля |
| 2014        | Ulan İstanbul Ах, Истанбул                                     | гост актьор                         |
| 2014 – 2015 | Şeref Meselesi Въпрос на чест                                  | Ийт Kълъч главна роля               |
| 2017        | Bu Şehir Arkandan Gelecek Сърцето на града                     | Aли Смит главна роля                |
| 2018        | Yasamayanlar Неживите                                          | Дмитрий главна роля                 |
| 2018 – 2019 | Muhteşem İkili Великолепен тандем                              | Mустафа Керим Джан главна роля      |
| 2020 – 2021 | Sen Çal Kapımı Почукай на вратата ми                           | Серкан Болат главна роля            |
| 2023        | Ya Çok Seversen Ако обичаш много                               | Aтеш Aрджалъ главна роля            |
| 2025        | Platonik: Mavi Dolunay Otel Платоничен: Хотел Синьо пълнолуние | Каан главна роля                    |
| 2025        | Çarpinti Сърцебиене                                            | Арас Алкан главна роля              |

### Реклами
| Година      | Марка                |
| ----------- | -------------------- |
| 2010        | El Polo Loco         |
| 2013        | Line                 |
| 2014        | Lipton               |
| 2014        | Türkcell Superonline |
| 2015 – 2016 | Mavi                 |
| 2016 – 2017 | Nike                 |
| 2017        | Hublot & Ferrari     |
| 2017 – 2018 | Garanti Bankası      |
| 2018        | Nescafé              |
| 2019        | H&M                  |
| 2019        | Hublot               |
| 2020 - 2023 | Under Armour         |
| 2020 - 2023 | BMW                  |
| 2021 - 2022 | Lipton               |
| 2023        | Turkish Airlines     |
| 2023        | Züber                |
| 2023        | Kale banyo           |
| 2023        | Bosch                |
| 2024        | Türkcell Superonline |
| 2025        | Montblanc            |

### Награди
| Година | Награда                                              | Категория                                | Филм/Сериал               |
| ------ | ---------------------------------------------------- | ---------------------------------------- | ------------------------- |
|        | Tüm Amerika Liseler Arası Tiyatro                    | най-добър театрален актьор               |                           |
| 2014   | Ege Üniversitesi Medya Buluşması en iyi erkek oyuncu | най-добър актьор                         | Güneşi Beklerken          |
| 2014   | Dilek Ödülleri en iyi erkek oyuncu                   | най-добър актьор                         | Güneşi Beklerken          |
| 2014   | Altın objektif ödülleri en iyi umut vadeden oyuncu   | най-надежден актьор                      | Güneşi Beklerken          |
| 2014   | Ayaklı Gazete 5. Yılın Yıldızları Ödülleri           | най-добър млад актьор                    | Güneşi Beklerken          |
| 2014   | GQ Türkiye Yılın Yükselen Yıldızı                    | изгряваща звезда                         |                           |
| 2014   | Yılın Yıldızları Odulleri                            | най-добър филмов актьор                  | Unutursam Fısılda         |
| 2015   | Galatasaray Üniversitesi                             | най-добър актьор                         | Şeref Meselesi            |
| 2017   | Seoul International Drama Awards                     | най-добър актьор                         | Bu Sehir Arkandan Gelecek |
| 2021   | Ayakli Gazete TV Stars Awards                        | най-добър тв актьор в романтична комедия | Sen Çal Kapımı            |
| 2022   | Turkey Youth Awards                                  | най-добър тв актьор                      | Sen Çal Kapımı            |
| 2022   | PRODU Awards                                         | най-добър чуждестранен актьор            | Sen Çal Kapımı            |
| 2023   | Golden Butterfly Awards                              | най-добър тв актьор в романтична комедия | Ya Cok Seversen           |
| 2023   | Ayakli Gazete TV Stars Awards                        | най-добър тв актьор в романтична комедия | Ya Cok Seversen           |